# Художество (рассказ)
«Художество» ― рассказ русского писателя Антона Павловича Чехова, написанный в 1886 году.

## Публикации
Впервые рассказ «Художество» был напечатан в «Петербургской газете» 6 января 1886 года (№ 5), в отделе «Летучие заметки», с подзаголовком Рассказ, подпись: А. Чехонте. Рассказ был включён в сборник Антона Чехова «Пестрые рассказы» (Спб., 1899) и вошёл в издание А. Ф. Маркса. С многочисленными правками и изменениями рассказ «Художество»  с иллюстрациями художника Ф. Козачинского был опубликован в журнале «Наше время» (бесплатное приложение к «Петербургской газете») в 1899 году (№ 52). В 1900 году Чехов включил рассказ во второй том собрания сочинений с изменениями, он вычеркнул несколько фраз.

## Сюжет
Действие рассказа «Художество» происходит на речке Быстрянки. Многие чеховские герои смешные, жалкие и ничтожные люди, так и главный герой рассказа — Сережка, невежественный, пропойца, лентяй, «малый лет тридцати, коротконогий, оборванный, весь облезлый...», но у него талант, «когда он с суриком или циркулем в руках, то он уже нечто высшее, божий слуга». Он каждый год делает в канун святого праздника Крещения — Иордань, украшенную ледяными скульптурами. Помогал ему делать Иордань церковный сторож, благообразный старик — Матвей. Рассказ заканчивается как душа Сережки «наполняется чувством славы и торжества»: «Но вот погружают крест, и воздух оглашается необыкновенным гулом. Пальба из ружей, трезвон, громкие выражения восторга, крики и давка в погоне за колышками. Сережка прислушивается к этому гулу, видит тысячи устремленных на него глаз, и душа лентяя наполняется чувством славы и торжества».